# شبیه‌ساز پیشرفته پین‌بال
شبیه ساز پیشرفته پین بال (به انگلیسی : Advanced Pinball Simulator) در سبک اکشن، شبیه ساز توسط شرکت Codemasters در سال ۱۹۸۸ تولید و منتشر گردید.

## گیم پلی
این بازی از سری بازی‌های شبیه سازی می‌باشد و هدف بازی این است که توسط باله‌های موجود در دو طرف صفحه، توپ موجود در صفحه را هدایت و بیشترین ضربه ممکن را به بلوکهای داخل صفحه وارد نماییم. این بازی بر اساس سیستم امتیاز برتر عمل می‌کند.

## سازندگان بازی
| طراحان     | فیلیپ اولیور و آندریو اولیور |
| برنامه‌نویس | کریس شریگلی                  |
| صفحه عنوان | جیم ویلسون                   |
| موسیقی     | دیوید دان                    |
| گرافیک     | تری لوید                     |

## سیستم‌ها
این بازی در سال ۱۹۸۸ برای سیستمهای کامپیوتر خانگی کمودور ۶۴، اسپکتروم و آمستراد سی پی سی منتشر گردید.